# 372305 Bourdeille
372305 Bourdeille è un asteroide della fascia principale. Scoperto nel 2008, presenta un'orbita caratterizzata da un semiasse maggiore pari a 3,1333776 au e da un'eccentricità di 0,1809543, inclinata di 0,47973° rispetto all'eclittica.